# Municipio de Lake Belt
El municipio de Lake Belt (en inglés: Lake Belt Township) es un municipio ubicado en el condado de Martin en el estado estadounidense de Minnesota. En el año 2010 tenía una población de 189 habitantes y una densidad poblacional de 2,06 personas por km².

## Geografía
El municipio de Lake Belt se encuentra ubicado en las coordenadas 43°33′1″N 94°40′37″O / 43.55028, -94.67694. Según la Oficina del Censo de los Estados Unidos, el municipio tiene una superficie total de 91.92 km², de la cual 89,85 km² corresponden a tierra firme y (2,25 %) 2,06 km² es agua.

## Demografía
Según el censo de 2010, había 189 personas residiendo en el municipio de Lake Belt. La densidad de población era de 2,06 hab./km². De los 189 habitantes, el municipio de Lake Belt estaba compuesto por el 91,01 % blancos, el 0,53 % eran afroamericanos, el 0,53 % eran amerindios, el 0,53 % eran asiáticos, el 5,82 % eran de otras razas y el 1,59 % eran de una mezcla de razas. Del total de la población el 6,35 % eran hispanos o latinos de cualquier raza.